# 武庙
武庙是中华文化圈国家祭祀古代良将的庙宇。经过历代演变，武庙祭祀的人数也屡次变化。武庙祭祀亦傳至朝鮮半島、越南等地。

## 唐朝武庙祭祀
唐玄宗開元十九年（731年）設置的太公尚父廟为武庙的开端，其中供奉十一位歷代良將，以太公望為主祀，以歷代名將十人配享，稱為十哲，十哲中張良為副祀。在中春及中秋時祭祀，牲品及禮樂編制都與孔廟相同。
唐肅宗上元元年（760年）尊太公望為武成王祭典與祭孔子相同。太公尚父廟更名成武成王廟，簡稱武廟。當時武廟的主神是太公望，以張良為副祀。包含張良在內的歷代名將十人坐像分坐左右。
左列：秦武安君白起、漢淮陰侯韓信、漢丞相諸葛亮、唐尚書右僕射衛國公李靖、唐司空英國公李勣。
右列：漢太子少傅張良、齊大司馬田穰苴、吳將軍孫武、魏西河守吳起、燕昌國君樂毅。
唐德宗建中三年（782年）接受禮儀使顏真卿的建議，武廟增加祭祀古今名將六十四人。
| - 越相國范蠡 - 齊將軍孫臏 - 趙信平君廉頗 - 秦將王翦 - 漢相國平陽侯曹參 - 漢左丞相絳侯周勃 - 漢前將軍北平太守李廣 - 漢大司馬冠軍侯霍去病 - 後漢太傅高密侯鄧禹 - 後漢左將軍膠東侯賈復 - 後漢執金吾雍奴侯寇恂 - 後漢伏波將軍新息候馬援 - 後漢太尉槐里侯皇甫嵩 - 魏征東將軍晉陽侯張遼 - 蜀漢前將軍漢壽亭侯關羽 - 吳偏將軍南郡太守周瑜 - 吳丞相婁侯陸遜 - 西晉征南大將軍南城侯羊祜 - 西晉撫軍大將軍襄陽侯王濬 - 東晉車騎將軍康樂公謝玄 - 前燕太宰錄尚書太原王慕容恪 - 劉宋司空武陵公檀道濟 - 南梁太尉永寧郡公王僧辯 - 北齊尚書右僕射燕郡公慕容紹宗 - 北周大冢宰齊王宇文宪 - 隋上柱國新義公韓擒虎 - 隋柱國太平公史萬歲 - 唐右武侯大將軍鄂國公尉遲敬德 - 唐右武衛大將軍邢國公蘇定方 - 唐右武衛大將軍同中書門下平章事韓國公張仁亶 - 唐兵部尚書同中書門下三品中山公王晙 - 唐夏官尚書同中書門下三品朔方大總管王孝傑。 | - 齊相國管仲 - 齊安平君田單 - 趙馬服君趙奢 - 趙大將軍武安君李牧 - 漢梁王彭越 - 漢太尉條侯周亞夫 - 漢大將軍長平侯衛青 - 漢後將軍營平侯趙充國 - 後漢大司馬廣平侯吳漢 - 後漢征西大將軍夏陽侯馮異 - 後漢建威大將軍好畤侯耿弇 - 後漢太尉新豐侯段熲 - 魏太尉鄧艾 - 蜀漢車騎將軍西鄉侯張飛 - 吳武威將軍南郡太守孱陵侯呂蒙 - 吳大司馬荊州牧陸抗 - 西晉鎮南大將軍當陽侯杜預 - 東晉太尉長沙公陶侃 - 前秦丞相王猛 - 後魏太尉北平王長孫嵩 - 劉宋征虜將軍王鎮惡 - 南陳司空南平公吳明徹 - 北齊右丞相咸陽王斛律光 - 北周太傅大宗伯燕國公于謹 - 北周右僕射鄖國公韋孝寬 - 隋司空尚書令越國公楊素 - 隋右武侯大將軍宋國公賀若弼 - 唐司空河間郡王李孝恭 - 唐禮部尚書聞喜公裴行儉 - 唐兵部尚書同中書門下三品代國公郭元振 - 唐朔方節度使兼御史大夫張齊丘 - 唐太尉中書令尚父汾陽郡王郭子儀 |

## 北宋武庙祭祀
宋朝建国之初，宋太祖赵匡胤幸武成王庙，历观两廊所画名将，以杖指白起曰：“起杀已降，不武之甚，何为受享于此？”命人去之。左拾遗知制诰高锡因上疏论王僧辩不克善终，不宜在配享之列。乃诏吏部尚书张昭、工部尚书窦仪与锡别加裁定，取功业始终无瑕者。
建隆四年六月癸巳（963年7月6日），昭等议升退以下古今名將：
升二十三人如下：
汉灌婴、后汉耿纯、王霸、祭遵、班超、晋王浑、周访、宋沈庆之、后魏李崇、傅永、北齐段韶、北周李弼、唐秦叔宝、张公谨、唐休璟、浑瑊、裴度、李光颜、李愬、郑畋、后梁葛从周、后唐周德威、符存审二十三人。
退二十二人如下：
魏吴起、齐孙膑、赵廉颇、汉韩信、彭越、周亚夫、后汉段纪明、魏邓艾、蜀关羽、张飞、晋杜元凯、陶侃、北齐慕容绍宗、梁王僧辩、陈吴明彻、隋杨素、贺若弼、史万岁、唐李光弼、王孝杰、张齐丘、郭元振二十二人。
诏塑齐相管仲像于堂，画魏西河太守吴起于庑下，馀如昭等议。
乙未，祕书郎直史馆管城梁周翰上言曰：“凡名将悉皆人雄，苟欲指瑕，谁当无累！一旦除去神位，吹毛求异代之非，投袂忿古人之恶，似非允当。臣心惑焉。”不报。
宋徽宗宣和五年（1123年），對武廟的祭祀名單又有調整，共有歷代名將七十二人。分成殿上十人及兩廡六十二人兩組，雖無十哲之名，仍有其實。名單如下：
主祀：武成王姜太公。
配享：留侯張良，陪伴在姜太公旁邊。
配享於殿上：共十人。
東側西向：管仲、孫武、樂毅、諸葛亮、李勣。
西側東向：田穰苴、范蠡、韓信、李靖、郭子儀。
從祀於殿外廡間：共六十二人。
東廡西向：白起、孫臏、廉頗、李牧、曹參、周勃、李廣、霍去病、鄧禹、馮異、吳漢、馬援、皇甫嵩、鄧艾、張飛、呂蒙、陸抗、杜預、陶侃、慕容恪、宇文憲、韋孝寬、楊素、賀若弼、李孝恭、蘇定方、王孝傑、王晙、李光弼人等二十九人。
西廡東向：吳起、田單、趙奢、王翦、彭越、周亞夫、衛青、趙充國、寇恂、賈復、耿弇、段熲、張遼、關羽、周瑜、陸遜、羊祜、王濬、謝玄、王猛、王鎮惡、斛律光、王僧辯、于謹、吳明徹、韓擒虎、史萬歲、尉遲敬德、裴行儉、張仁亶、郭元振、李晟等三十三人。
武廟之配享及從祀名單此後時有微調。

## 清朝时期

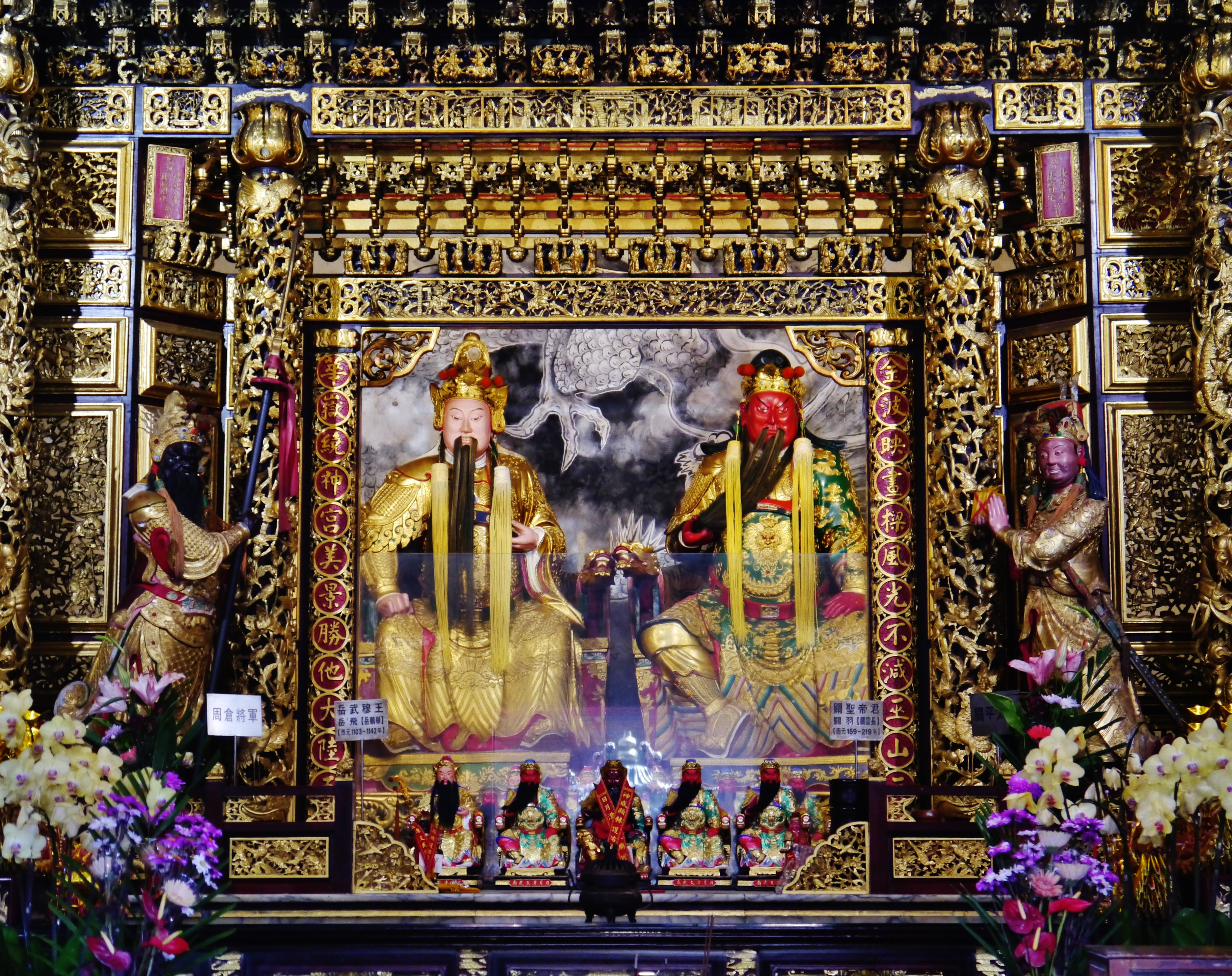
關（圖右赤面者）、岳（圖左）合祀的日月潭文武廟。

至清朝时，关羽变成武庙主神，武庙成为關帝廟。

## 民国时期
民国初年，陸海軍部上袁世凱的呈文所云：“關壯繆翊贊昭烈，岳武穆獨炳精忠。英風亮節，同炳寰區，實足代表吾民族英武壯烈之精神。”於是民國政府便開始推行“關岳合祀”的計劃，再各地設立關岳廟，正位左祀關聖帝君（關羽），右祀岳武穆王（岳飛），並且以張飛、王濬、韓擒虎、李靖、蘇定方、郭子儀、曹彬、韓世忠、旭烈兀、徐達、馮勝、戚繼光等十二人左祀關羽，再以趙雲、謝安、賀若弼、尉遲敬德、李光弼、王彥章、狄青、劉錡、郭侃、常遇春、藍玉、周遇吉等十二人右祀岳飛，左右兩廂各12位神像均身眼北上以朝關岳，關岳廟一共有二十四位名將左右從祀，這一點完全是模仿了唐朝的太公廟的規制。

## 越南順化富春京師武廟
明命十六年建，正中奉周尚父姜太公，東序管仲、孫武、韓信、李靖、李晟、徐達六位；西序田穰苴、張良、諸葛亮、郭子儀、岳飛五位。左廡從祀陳興道、阮有進、尊室會；右廡從祀黎魁、阮有鎰、阮文張。春秋二仲文廟祭後一日用巳日派武班大臣致祭，庭前豎武功石碑。

## 列表
| 名字     | 朝代       | 政權 | 身份（稱號、職位、爵位或謚號）     | 被供奉於唐肅宗朝 | 被供奉於唐德宗朝 | 被供奉於宋太祖朝 | 被供奉於宋徽宗朝 |
| -------- | ---------- | ---- | ---------------------------------- | ---------------- | ---------------- | ---------------- | ---------------- |
| 姜子牙   | 周朝       | 西周 | 武成王                             | 是（主祀）       | 是（主祀）       | 是（主祀）       | 是（主祀）       |
| 范蠡     | 春秋戰國   | 越國 | 相國                               | 否               | 是               | 是               | 是               |
| 孫武     | 春秋戰國   | 吳國 | 將軍                               | 是               | 是               | 是               | 是               |
| 田穰苴   | 春秋戰國   | 齊國 | 大司馬                             | 是               | 是               | 是               | 是               |
| 管仲     | 春秋戰國   | 齊國 | 相國                               | 否               | 是               | 是               | 是               |
| 孫臏     | 春秋戰國   | 齊國 | 將軍                               | 否               | 是               | 否               | 是               |
| 田單     | 春秋戰國   | 齊國 | 安平君                             | 否               | 是               | 是               | 是               |
| 樂毅     | 春秋戰國   | 燕國 | 昌國君                             | 是               | 是               | 是               | 是               |
| 廉頗     | 春秋戰國   | 趙國 | 信平君                             | 否               | 是               | 否               | 是               |
| 趙奢     | 春秋戰國   | 趙國 | 馬服君                             | 否               | 是               | 是               | 是               |
| 李牧     | 春秋戰國   | 趙國 | 大將軍武安君                       | 否               | 是               | 是               | 是               |
| 吳起     | 春秋戰國   | 魏國 | 西河守                             | 是               | 是               | 否               | 是               |
| 白起     | 春秋戰國   | 秦國 | 武安君                             | 是               | 是               | 否               | 是               |
| 王翦     | 春秋戰國   | 秦國 | 將軍                               | 否               | 是               | 是               | 是               |
| 張良     | 漢朝       | 西漢 | 太子少傅留侯                       | 是（副祀）       | 是（副祀）       | 是               | 是               |
| 韓信     | 漢朝       | 西漢 | 淮陰侯                             | 是               | 是               | 否               | 是               |
| 曹參     | 漢朝       | 西漢 | 相國平陽侯                         | 否               | 是               | 是               | 是               |
| 周勃     | 漢朝       | 西漢 | 左丞相絳侯                         | 否               | 是               | 是               | 是               |
| 彭越     | 漢朝       | 西漢 | 梁王                               | 否               | 是               | 否               | 是               |
| 周亞夫   | 漢朝       | 西漢 | 太尉條侯                           | 否               | 是               | 否               | 是               |
| 李廣     | 漢朝       | 西漢 | 前將軍北平太守                     | 否               | 是               | 是               | 是               |
| 衛青     | 漢朝       | 西漢 | 大將軍長平侯                       | 否               | 是               | 是               | 是               |
| 霍去病   | 漢朝       | 西漢 | 大司馬冠軍侯                       | 否               | 是               | 是               | 是               |
| 趙充國   | 漢朝       | 西漢 | 後將軍營平侯                       | 否               | 是               | 是               | 是               |
| 灌嬰     | 漢朝       | 西漢 | 太尉丞相潁陰侯                     | 否               | 否               | 是               | 否               |
| 鄧禹     | 漢朝       | 東漢 | 太傅高密侯                         | 否               | 是               | 是               | 是               |
| 吳漢     | 漢朝       | 東漢 | 大司馬廣平侯                       | 否               | 是               | 是               | 是               |
| 賈復     | 漢朝       | 東漢 | 左將軍膠東侯                       | 否               | 是               | 是               | 是               |
| 馮異     | 漢朝       | 東漢 | 征西大將軍夏陽侯                   | 否               | 是               | 是               | 是               |
| 寇恂     | 漢朝       | 東漢 | 執金吾雍奴侯                       | 否               | 是               | 是               | 是               |
| 耿弇     | 漢朝       | 東漢 | 建威大將軍好畤侯                   | 否               | 是               | 是               | 是               |
| 馬援     | 漢朝       | 東漢 | 伏波將軍新息候                     | 否               | 是               | 是               | 是               |
| 段熲     | 漢朝       | 東漢 | 太尉新豐侯                         | 否               | 是               | 是               | 是               |
| 皇甫嵩   | 漢朝       | 東漢 | 太尉槐里侯                         | 否               | 是               | 是               | 是               |
| 耿纯     | 漢朝       | 東漢 | 東郡太守東光侯                     | 否               | 否               | 是               | 否               |
| 王霸     | 漢朝       | 東漢 | 上谷太守淮陵侯                     | 否               | 否               | 是               | 否               |
| 祭遵     | 漢朝       | 東漢 | 征虜將軍潁陽侯                     | 否               | 否               | 是               | 否               |
| 班超     | 漢朝       | 東漢 | 射聲校尉定遠侯                     | 否               | 否               | 是               | 否               |
| 鄧艾     | 三國       | 曹魏 | 太尉                               | 否               | 是               | 否               | 是               |
| 張遼     | 三國       | 曹魏 | 征東將軍晉陽侯                     | 否               | 是               | 是               | 是               |
| 張飛     | 三國       | 蜀漢 | 車騎將軍西鄉侯                     | 否               | 是               | 否               | 是               |
| 關羽     | 三國       | 蜀漢 | 前將軍漢壽亭侯                     | 否               | 是               | 否               | 是               |
| 諸葛亮   | 三國       | 蜀漢 | 丞相                               | 是               | 是               | 是               | 是               |
| 呂蒙     | 三國       | 東吳 | 武威將軍南郡太守孱陵侯             | 否               | 是               | 是               | 是               |
| 周瑜     | 三國       | 東吳 | 偏將軍南郡太守                     | 否               | 是               | 是               | 是               |
| 陸抗     | 三國       | 東吳 | 大司馬荊州牧                       | 否               | 是               | 是               | 是               |
| 陸遜     | 三國       | 東吳 | 丞相婁侯                           | 否               | 是               | 是               | 是               |
| 杜預     | 兩晉十六國 | 西晉 | 鎮南大將軍當陽侯                   | 否               | 是               | 否               | 是               |
| 羊祜     | 兩晉十六國 | 西晉 | 征南大將軍南城侯                   | 否               | 是               | 是               | 是               |
| 王濬     | 兩晉十六國 | 西晉 | 撫軍大將軍襄陽侯                   | 否               | 是               | 是               | 是               |
| 王渾     | 兩晉十六國 | 西晉 | 司徒京陵公                         | 否               | 否               | 是               | 否               |
| 周訪     | 兩晉十六國 | 西晉 | 安南將軍尋陽縣侯                   | 否               | 否               | 是               | 否               |
| 陶侃     | 兩晉十六國 | 東晉 | 太尉長沙公                         | 否               | 是               | 否               | 是               |
| 謝玄     | 兩晉十六國 | 東晉 | 車騎將軍康樂公                     | 否               | 是               | 是               | 是               |
| 王猛     | 南北朝     | 前秦 | 丞相                               | 否               | 是               | 是               | 是               |
| 慕容恪   | 南北朝     | 前燕 | 太宰錄尚書太原王                   | 否               | 是               | 是               | 是               |
| 長孫嵩   | 南北朝     | 北魏 | 太尉北平王                         | 否               | 是               | 是               | 否               |
| 李崇     | 南北朝     | 北魏 | 北討大都督陳留侯                   | 否               | 否               | 是               | 否               |
| 傅永     | 南北朝     | 北魏 | 平東將軍光祿大夫                   | 否               | 否               | 是               | 否               |
| 斛律光   | 南北朝     | 北齊 | 右丞相咸陽王                       | 否               | 是               | 是               | 是               |
| 慕容紹宗 | 南北朝     | 北齊 | 尚書右僕射燕郡公                   | 否               | 是               | 否               | 否               |
| 段韶     | 南北朝     | 北齊 | 樂陵郡公                           | 否               | 否               | 是               | 否               |
| 于謹     | 南北朝     | 北周 | 太傅大宗伯燕國公                   | 否               | 是               | 是               | 是               |
| 宇文憲   | 南北朝     | 北周 | 大冢宰齊王                         | 否               | 是               | 是               | 是               |
| 韋孝寬   | 南北朝     | 北周 | 右僕射鄖國公                       | 否               | 是               | 是               | 是               |
| 李弼     | 南北朝     | 北周 | 太師柱國大將軍趙國公               | 否               | 否               | 是               | 否               |
| 王鎮惡   | 南北朝     | 劉宋 | 征虜將軍                           | 否               | 是               | 是               | 是               |
| 檀道濟   | 南北朝     | 劉宋 | 司空武陵公                         | 否               | 是               | 是               | 否               |
| 沈慶之   | 南北朝     | 劉宋 | 太尉車騎大將軍始興郡公             | 否               | 否               | 是               | 否               |
| 吳明徹   | 南北朝     | 南陳 | 司空南平公                         | 否               | 是               | 否               | 是               |
| 王僧辯   | 南北朝     | 南梁 | 太尉永寧郡公                       | 否               | 是               | 否               | 是               |
| 韓擒虎   | 隋朝       | 隋朝 | 上柱國新義公                       | 否               | 是               | 是               | 是               |
| 楊素     | 隋朝       | 隋朝 | 司空尚書令越國公                   | 否               | 是               | 否               | 是               |
| 史萬歲   | 唐朝       | 唐朝 | 柱國太平公                         | 否               | 是               | 是               | 是               |
| 賀若弼   | 唐朝       | 唐朝 | 右武侯大將軍宋國公                 | 否               | 是               | 否               | 是               |
| 李靖     | 唐朝       | 唐朝 | 尚書右僕射衛國公                   | 是               | 是               | 是               | 是               |
| 李勣     | 唐朝       | 唐朝 | 司空英國公                         | 是               | 是               | 是               | 是               |
| 李孝恭   | 唐朝       | 唐朝 | 司空河間郡王                       | 否               | 是               | 是               | 是               |
| 尉遲敬德 | 唐朝       | 唐朝 | 右武侯大將軍鄂國公                 | 否               | 是               | 是               | 是               |
| 裴行儉   | 唐朝       | 唐朝 | 禮部尚書聞喜公                     | 否               | 是               | 是               | 是               |
| 蘇定方   | 唐朝       | 唐朝 | 右武衛大將軍邢國公                 | 否               | 是               | 是               | 是               |
| 郭元振   | 唐朝       | 唐朝 | 兵部尚書同中書門下三品代國公       | 否               | 是               | 否               | 是               |
| 張仁亶   | 唐朝       | 唐朝 | 右武衛大將軍同中書門下平章事韓國公 | 否               | 是               | 是               | 是               |
| 王晙     | 唐朝       | 唐朝 | 兵部尚書同中書門下三品中山公       | 否               | 是               | 是               | 是               |
| 張齊丘   | 唐朝       | 唐朝 | 朔方節度使兼御史大夫               | 否               | 是               | 否               | 否               |
| 王孝傑   | 唐朝       | 唐朝 | 夏官尚書同中書門下三品朔方大總管   | 否               | 是               | 否               | 是               |
| 郭子儀   | 唐朝       | 唐朝 | 太尉中書令尚父汾陽郡王             | 否               | 是               | 是               | 是               |
| 李光弼   | 唐朝       | 唐朝 | 司空臨淮郡王                       | 否               | 否               | 否               | 是               |
| 李晟     | 唐朝       | 唐朝 | 太尉中書令西平郡王                 | 否               | 否               | 否               | 是               |
| 秦叔寶   | 唐朝       | 唐朝 | 左武衛大將軍翼國公                 | 否               | 否               | 是               | 否               |
| 張公謹   | 唐朝       | 唐朝 | 襄州都督鄒國公                     | 否               | 否               | 是               | 否               |
| 唐休璟   | 唐朝       | 唐朝 | 宰相宋國公                         | 否               | 否               | 是               | 否               |
| 渾瑊     | 唐朝       | 唐朝 | 檢校司徒中書令                     | 否               | 否               | 是               | 否               |
| 裴度     | 唐朝       | 唐朝 | 中書令晉國公                       | 否               | 否               | 是               | 否               |
| 李光顏   | 唐朝       | 唐朝 | 河東節度使太原尹北都留守           | 否               | 否               | 是               | 否               |
| 李愬     | 唐朝       | 唐朝 | 鳳翔節度使涼國公                   | 否               | 否               | 是               | 否               |
| 鄭畋     | 唐朝       | 唐朝 | 宰相                               | 否               | 否               | 是               | 否               |
| 葛從周   | 五代十國   | 後梁 | 昭義軍節度使陳留郡王               | 否               | 否               | 是               | 否               |
| 周德威   | 五代十國   | 後唐 | 盧龍節度使檢校侍中                 | 否               | 否               | 是               | 否               |
| 符存審   | 五代十國   | 後唐 | 中書令                             | 否               | 否               | 是               | 否               |